# Кубанкин, Андрей Владимирович
Андрей Владимирович Кубанкин (род. 14 февраля 1992, Саратов, Россия) — российский профессиональный баскетболист, играющий на позиции атакующего защитника.

## Карьера
В начале занятий спортом Андрей играл в теннис, но после травмы руки в этот вид спорта он не вернулся. В 9-летнем возрасте начал заниматься баскетболом в саратовской ДЮСШ №7. В 2007 году Андрей перешёл из ДЮСШ в команду «Автодор».
Дебютировал Кубанкин в системе «Автодора» 22 февраля 2007 года в 15-летнем возрасте в матчах за фарм-клуб «Химик» (Энгельс) в соревнованиях ДЮБЛ в игре со «Стандартом» из Тольятти, где сыграл 3 минуты и набрал 4 очка.
В январе 2008 года, Кубанкин сыграл свой первый матч за основной состав «Автодора» в Высшей лиге Б. В той игре с «Эльбрусом», Андрей провёл на площадке 10 минут, сделал 1 подбор и 1 перехват.
В сезоне 2008/2009 Кубанкин играл за «Автодор-2» в Высшей лиге Б и в соревнованиях ДЮБЛ. Кроме того, Андрей выступал в соревнованиях школьной баскетбольной лиги «КЭС-БАСКЕТ», где команда саратовского лицея информатики и математики заняла 1 место в российских соревнованиях. Кроме того, саратовцы получили право играть в чемпионате мира по баскетболу среди школьных команд в Турции. Команда Саратова, где играл Андрей, заняла 6 место на этих соревнованиях.
Перед началом сезона 2011/2012 Кубанкин не попал в заявку «Автодора» и предполагалось, что он будет играть за «Дизелист» из Маркса в Первой лиге. В составе новой команды Андрей сыграл 2 игры (7 и 10 очков) в Кубке южного федерального округа и стал победителем турнира. Однако, «Дизелист» так и не начал играть в Первой лиге и в феврале 2012 года «Автодор» вернул Андрея в свой состав.
С 2012 по 2017 годы Кубанкин выступал за «Строитель» (Энгельс). В сезоне 2012/2013, в составе команды, стал чемпионом Первой лиги.
Перед началом сезона 2018/2019 Кубанкин пополнил состав «Рязани».
Чемпион
- Чемпион Первой лиги: 2012/2013
- Победитель: Остров сокровищ. Знаки судьбы